# Супозиторій

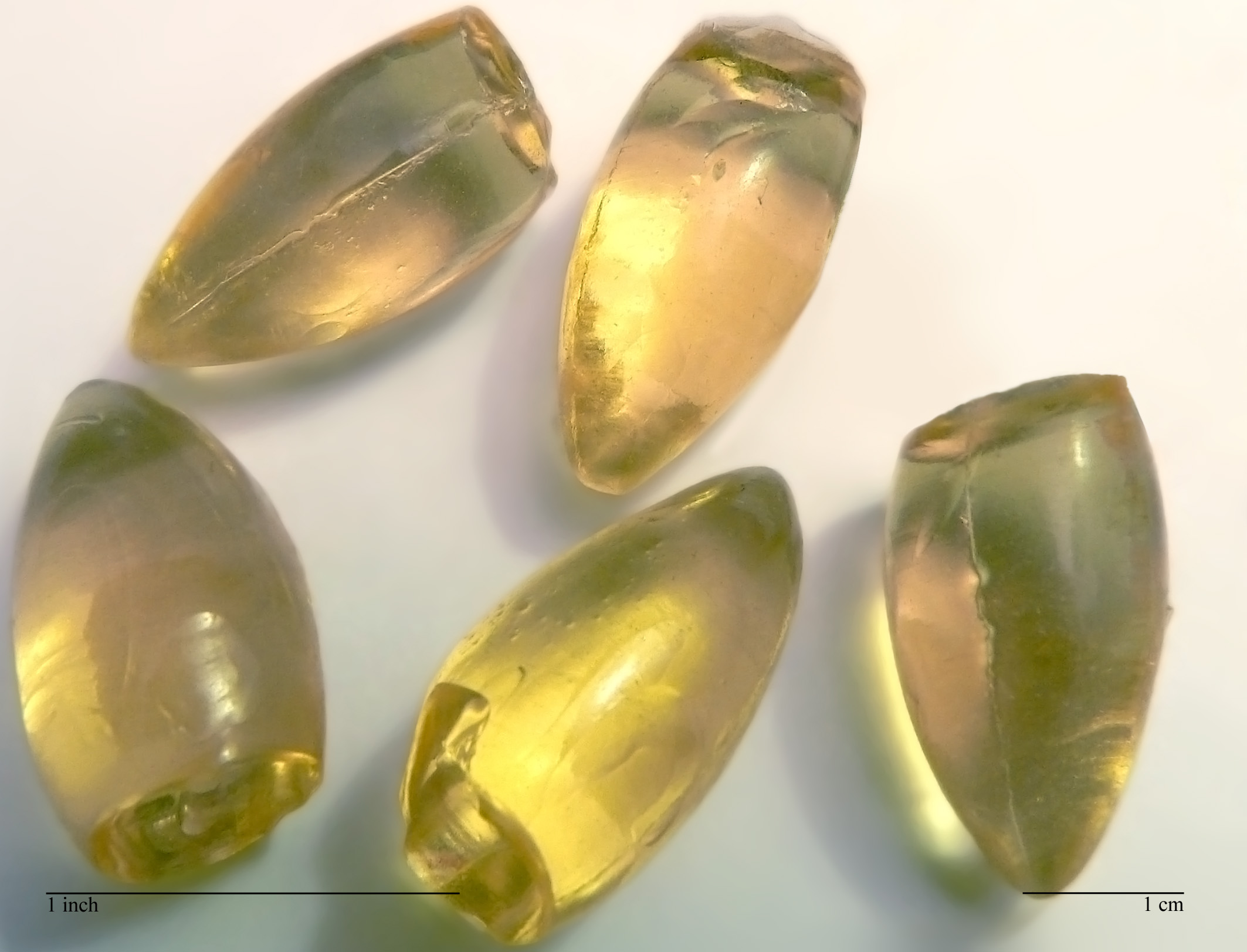
Супозиторії на основі гліцерину

Супозито́рій або свічка (лат. suppositorium) — дозована лікарська форма. Супозиторії тверді при кімнатній температурі і розчиняються або плавляться при температурі тіла. Поділяються на ректальні, вагінальні та уретральні.

## Особливості
Форма, об'єм та консистенція має відповідати призначенню супозиторіїв. Можуть мати форму кульок, конусів або циліндрів.

### Склад
Супозиторії містять одну або більше діючих речовин, диспергованих або розчинних у простій або складній основі, яка може розчинятися, диспергуватися, плавитися при температурі тіла. До складу супозиторіїв входять допоміжні речовини, такі як роздріджувачі, адсорбенти, змащувальні речовини, антимікробні консерванти, барвники, а також тверді жири, макроголи, гелеутворюючі суміші (желатин, вода, гліцерин), що становлять їх основу.

### Вимоги до супозиторіїв
- Час розплавлення (для супозиторіїв на гідрофобних основах) — 15 хвилин;
- Час розчинення (для супозиторіїв на гідрофільних основах) –  60 хвилин;
- Довжина ректальних супозиторіїв повинна бути від 2,5 до 4 см;
- Максимальний діаметр ректальних супозиторіїв — 1,5 см;
- Маса ректальних супозиторіїв від 1,0 до 4,0 г (середня 3,0);
- Маса вагінальних супозиторіїв повинна знаходитися в межах від 1.5 до 6,0 г (середня 4,0);
- Палички повинні мати форму циліндра з загостреним кінцем і діаметром не більше 1 см;
- Довжина паличок не повинна перевищувати 10 см, а маса повинна бути від 0,5 до 1,0 г;
- Відхилення в масі супозиторіїв не повинні перевищувати ± 5 %. Лікарські речовини, що містяться в них, повинні бути точно дозовані. Супозиторії повинні мати правильну і відповідно однакову форму, однорідну масу, достатню твердість (механічну міцність) і плавитися при температурі тіла;
- Супозиторна маса повинна бути однорідна, без вкраплень, мармуровості і блискіток.

## Класифікація
Залежно від місця введення розрізняють супозиторії:
- ректальні (свічі — лат. suppositoria rectalia), призначені для введення в пряму кишку;
- вагінальні (свічі, кульки — лат. suppositoria vaginalia), призначені для введення у вагіну;
- уретральні палички (bacilli) призначені для введення у сечовід.

Також палички, можуть бути призначені для введення у фістульні ходи, канал шийки матки, слуховий прохід тощо
За формою:
- конічна
- циліндрична:
  - сигарна (сигароподібна)
  - паличка

Геометрична форма свічі має важливе значення, тому що від форми залежить швидкість її введення. При введенні в пряму кишку свіча повинна перебороти рефлекторний опір сфінктера, що закриває анальний отвір. Якщо свіча конічної форми, то в міру введення опір сфінктера збільшується і цей наростаючий опір діє на свічу до моменту повного її занурювання. Свічці циліндричної форми протидіють м'язи тільки при входженні загостреної її частини, тому що після цього діаметр її до самого кінця однаковий. При введенні сигароподібної свічі опір відчувається до моменту введення найширшої частини, після чого завдяки рефлекторному стисканню і силі інерції свічка швидко сама входить (у пряму кишку). Найраціональніша ректальна форма — форма торпеди (сигари)[джерело?].
Незважаючи на те, що супозиторні лікарські форми мають різне призначення і місце введення, всі вони мають загальну характерну рису: при кімнатній температурі являють собою тверді тіла, а в місці використання перетворюються на рідину. На цій властивості супозиторіїв ґрунтується їх медичне призначення, тому що їх твердість дає можливість перебороти рефлекторний опір м'язів, тканин природних і патологічних каналів, а рідина, що утворюється, забезпечує рівномірний розподіл по слизовій не тільки основи, але і включених у неї лікарських засобів, що діють як місцево, так і резорбтивно.

### Ректальні супозиторії
Ректальні супозиторії можуть мати форму конуса, циліндра з загостреним кінцем (чи сигари), торпеди, тобто тіла з загостреним кінцем і стовщенням посередині. Довжина їх повинна бути від 2,5 до 4 см, а максимальний діаметр 1,5 см, маса допускається в межах від 1,0 до 4,0 г. Ректальні супозиторії розглядають як лікарську форму не тільки для місцевої, але й для резорбтивної дії при порушенні серцево-судинної діяльності, нервово-психічних розладах тощо. Застосування в останніх випадках пояснюється швидкістю впливу лікарських речовин, призначених у вигляді супозиторіїв. Лікарські засоби всмоктуються в нижній частині прямої кишки через лімфатичну і венозну системи малого тазу, причому вони надходять безпосередньо в кровоносне русло (минаючи печінку) через середні і нижні гемороїдальні вени. Вважається, що за швидкістю дії лікарських речовин супозиторії можуть конкурувати з лікарськими формами для внутрішньом'язевих ін'єкцій. Тому при виготовленні супозиторіїв необхідно перевіряти дози отруйних та сильнодіючих речовин, точно так само як і у лікарських формах для внутрішнього чи ін'єкційного застосування.

### Вагінальні супозиторії
Вагінальні супозиторії можуть бути сферичними (кульки) — глобули (globuli), яйцеподібними — овулі (ovula) чи у вигляді плоского тіла з заокругленим кінцем - песарії (pessaria, що походить від латинського слова pessarium, що означає кільце, яке служить для втримування зміщеної матки). їх маса повинна знаходитися в межах від 1.5 до 6.0 г. Палички мають форму циліндра з загостреним кінцем і діаметром не більше 1 см. Довжина паличок зазвичай не перевищує 10 см, а маса повинна бути від 0.5 до 1.0 г. Вагінальні супозиторії прописують в основному з метою місцевого впливу: дезінфікуючого, в'яжучого, припікаючого, анестезувального, проти-заплідного.

## Супозиторні основи

### Вимоги до супозиторних основ
- достатня твердість при кімнатній температурі і здатність плавитися (чи розчинятися) при температурі не вище, ніж 37 °С, тобто здатність різко переходити від твердого стану до рідини, минаючи стадію розм'якшення — мазеподібну стадію; достатня в'язкість, відсутність запаху, забезпечення максимального контакту між лікарськими речовинами і слизовою оболонкою;
- хімічна і фармакологічна індиферентність, відсутність подразнюючої дії, стійкість до дії зовнішніх факторів (світла, тепла, вологи, кисню повітря, мікроорганізмів);
- здатність легко набувати відповідної форми, змішуватися з якомога більшою кількістю лікарських речовин, не взаємодіяти з ними і бути стійкими при зберіганні;
- здатність легко вивільняти лікарські речовини, сприяти прояву їх фармакологічної дії, що залежить як від властивостей основ, так і від способу введення лікарських речовин в основу;
- наявність відповідних реологічних показників і оптимальних структурно-механічних властивостей.

### Гідрофобні основи
ДФ XI рекомендувала як гідрофобні основи застосовувати масло какао, сплави масла какао з парафіном та гідрогенізованими жирами, рослинні і тваринні гідрогенізовані жири, твердий жир типів А і Б, ланоль, сплави гідрогенізованих жирів з воском, твердим парафіном та інші основи, дозволені для медичного застосування.
- Масло какао
- Олія лавра черешкового
- Олія коріандрова
- Гідрогенізовані жири
- Бутирол
- Гідрогенізовані жири з добавками ПАР
- Себувінол
- Імхаузен
- Вітепсол
- Лазупол
- Ланолева основа
- Твердий жир типів А і Б

### Гідрофільні основи
- Желатин-гліцеринова основа
- Мильно-гліцеринова основа
- Поліетиленоксидні основи